# تماثل (علم وظائف الأعضاء)
التماثل هوَ تنظيم الوحدات البيولوجية لتحقيق النتيجة المثلى. يحدث التماثل عندما يتحدد التطابق الكمي للتصميم والوظيفة داخل كائن حي داخل نظام وظيفي. يمكن تقسيم التماثل إلى التنبؤات الثلاثة المطلوبة للأعضاء لتتطور داخل النوع.
هذا يقترح أنه إذا تمت مطابقة الأعضاء هيكليًا ووظيفيًا، وإقرانها بالطاقة والمعادن الصحيحة، فإنَ الجسم سيخلق جهازًا ذا تصميم مثالي. بعض الأمثلة على ذلك في جسم الإنسان يمكن أن تكون كيفية توزيع الجهاز التنفسي للأكسجين، وكيف تُنظم العظام لتحمل الإجهاد، وكيف تُصمم الأوعية الدموية لتوزيع الدم في جميع أنحاء الجسم دون استخدام الكثير من الطاقة، أو حتى كيف يصبح الشخص أكثر لياقة بدنية أو يتحمل المزيد من أمراض القلب بعد أن يتكيف جسمه للحفاظ على متطلبات أداء أعلى. يمكن أن يسمح استخدام التماثل لمجالات العلوم بالعمل مع مجال البيولوجيا التطورية لفهم التكيف بشكل أفضل.

## المتطلبات
لكي يحدث التماثل، يجب أن يكون هناك ثلاث تنبؤات أو إرشادات تعمل في نفس الوقت. تعمل هذه التنبؤات الثلاثة معًا للسماح لوظيفة العضو أو الجهاز بالعمل بكامل إمكاناته.

### الهيكل
عند النظر إلى نظرية التماثل، يجب على المرء أن يفكر فيما إذا كان التصميم في الكائن الحي قد تحسن بالكامل. التصميم الهيكلي من حيث التماثل يعني أن العضو مصمم للسماح بالقدرة الكاملة لوظيفته ويمكن أن يسمح بإجراء تعديلات عند الضرورة. يجب أن يحتوي هذا التصميم على كمية كافية من المواد الاقتصادية للعضو المطلوب. في هذه الحالة، تكون مادة الاقتصاد هيَ الإدارة الدقيقة للموارد مثل: الأنسجة.

### السعة
السعة الوظيفية هيَ عندما تعمل جميع الوحدات الوظيفية معًا لتحديد السعة القصوى. تُحدد القدرة الوظيفية بشكل عام من خلال التصميم الهيكلي. بمجرد تحسين التصميم من حيث المواد البيولوجية، يجب أن يؤخذ الهيكل في الاعتبار. تحدد بنية العضو القدرة الوظيفية القصوى والتعديلات المطلوبة لحدوث التشكل التي تجعل الكائن الحي يخلق شكله.

### الأداء
ينص التنبؤ الثالث على أنه "إذا كان التنبؤ الثاني يعمل في خطوات وسيطة لإنشاء وظيفة لعضو فردي، فإنَ كل خطوة تساعد أيضًا في إنشاء الحد الأعلى للوظيفة ". هذا يعني أنه إذا كانت وحدات متعددة تعمل معًا في خطوات متعددة، فإنها تعمل معًا لإنشاء حد أعلى (على سبيل المثال ، سعة قصوى للأكسجين) من حيث الوظيفة أو القدرة.

## داخل الجهاز التنفسي
شكل شائع لاختبار التماثل بين أنواع الثدييات هوَ استخدام البيولوجيا المقارنة. أول نظام يستخدم النظرية المقترحة للتماثل هوَ مسار الأكسجين للثدييات.
اُستخدمت الطريقة التجريبية الأصلية للتماثل لإظهار ما إذا كان تصميم الأعضاء متعلقًا بالمتطلبات الثابتة للجهاز التنفسي للثدييات. يعد الجهاز التنفسي مثالًا جيدًا للدراسة لأنه يحتوي على وظيفة رئيسية واحدة، والوظيفة لها حد قابل للقياس، والحد متغير، وله تسلسل من البنية، ولكل خطوة من التسلسل معلمات وظيفية غير ثابتة. المسار الشائع داخل الجهاز التنفسي هوَ مسار الأكسجين. يستخدم هذا المسار لأنه تمثيل جيد للثدييات داخل معظم الأنواع لأنه يتضمن العديد من الأعضاء التي ترتبط ببعضها البعض، والوظيفة الكلية لها حد أعلى قابل للقياس. على وجه الخصوص، يساعد هذا الاختبار في تحديد العناصر الهيكلية التي تختلف حتى تتمكن من حمل أكبر قدر ممكن من الأكسجين في جميع أنحاء الجسم.

### سعة قصوى للأكسجين
سعة قصوى للأكسجين، هيَ سعة الأكسجين القصوى التي يمكن للأنظمة استيعابها ونقلها واستخدامها. يمكن أن يختلف سعة قصوى الأكسجين بين الأفراد بسبب الاختلاف الخيفي (الاختلافات في كتلة الجسم)، والاختلاف التكيفي (الاختلافات في أنماط الحياة)، والتباين المستحث (مقدار تمارين القلب). يجب أن يؤدي اختلاف أي من أنواع الاختلاف الثلاثة إلى توقع الباحثين لمعلمات مختلفة.
سلسلة الأكسجين هيَ نظام واحد له حدود واضحة، ويمكن أن يساعد في تحديد سعة قصوى للأكسجين من خلال مكونات مثل: إمداد الأكسجين إلى الميتوكوندريا العضلية الهيكلية والطلب على الأكسجين بواسطة هذه الميتوكوندريا العضلية الهيكلية. إذا لم ينتقل الأكسجين عبر الميتوكوندريا العضلية الهيكلية، فيمكن بعد ذلك نقله عبر الشعيرات الدموية العضلية.

## الآثار التطورية
يمكن استخدام التماثل كتقدم تحليلي يساعد مجالات العلوم الأخرى، مثل: الكيمياء الحيوية وعلم وظائف الأعضاء وعلم الفلك. على العمل مع مجالات مثل: علم الأحياء الخلوي والجزيئي والتطوري. يساعد الجمع بين هذه المجالات الباحثين على فهم التكيفات البيولوجية السابقة بشكل أفضل.
في التطور، يمكن أن يعيق الإصطفاء الطبيعي التصميم عند النظر إلى إرشادات التماثل. يمكن أن يغير الإصطفاء الطبيعي النمط الظاهري لزيادة لياقة النوع. عند القيام بذلك، يمكن أن يتسبب الإصطفاء الطبيعي في حدوث تكيفات يمكن أن تغير الهيكلية المثلى. عندما يتغير التصميم الهيكلي الأمثل، فإنه يغير كمية المواد الاقتصادية التي يجب استخدامها، مما يغير التنبؤات.

## الانتقادات
مشكلة التماثل هيَ مشكلة وجود تصميم مثالي للعضو إذا كان العضو يحتوي على وظائف متعددة. يجب على الجهاز الذي يؤدي وظائف متعددة أن يضر بالأداء الأمثل لوظيفة واحدة لأداء وظيفة أخرى على النحو الأمثل. هذه المكونات المعقدة مجتمعة تقلل بشكل كبير من فرصة تطابق كل شيء على النحو الأمثل. مثال على ذلك في الثدييات هو الرئتين. يدعي الباحثون الآن أنَ الرئتين هيَ استثناء عند النظر في الرئتين عادة ما تعدلًا جزئيًا فقط إلى الحد الأقصى لسعة الأكسجين من حيث التباين التكيفي والخيفي وتسبب تقلبًا في هذه القيم.
من حيث التماثل، يجب أن تتطابق سعة كل خطوة من خطوات سلسلة الأكسجين مع طلب الحد الأقصى لمعدل التفاعل. في معظم الحالات، تنطبق هذه النظرية باستثناء عندما يتجاوز الفرد الحد الأقصى لمعدل التفاعل. عندما يتَجاوز الحد الأقصى لمعدل التفاعل، تصبح هناك قيود تنموية بالإضافة إلى قيود التصميم من حيث التماثل. عندما يحدث هذا، هناك قدرة لا مثيل لها، على الرغم من أنها قد تكون متشابهة، إلا أنها لا تتوافق مع تنبؤات التماثل.